# Villaluenga del Rosario

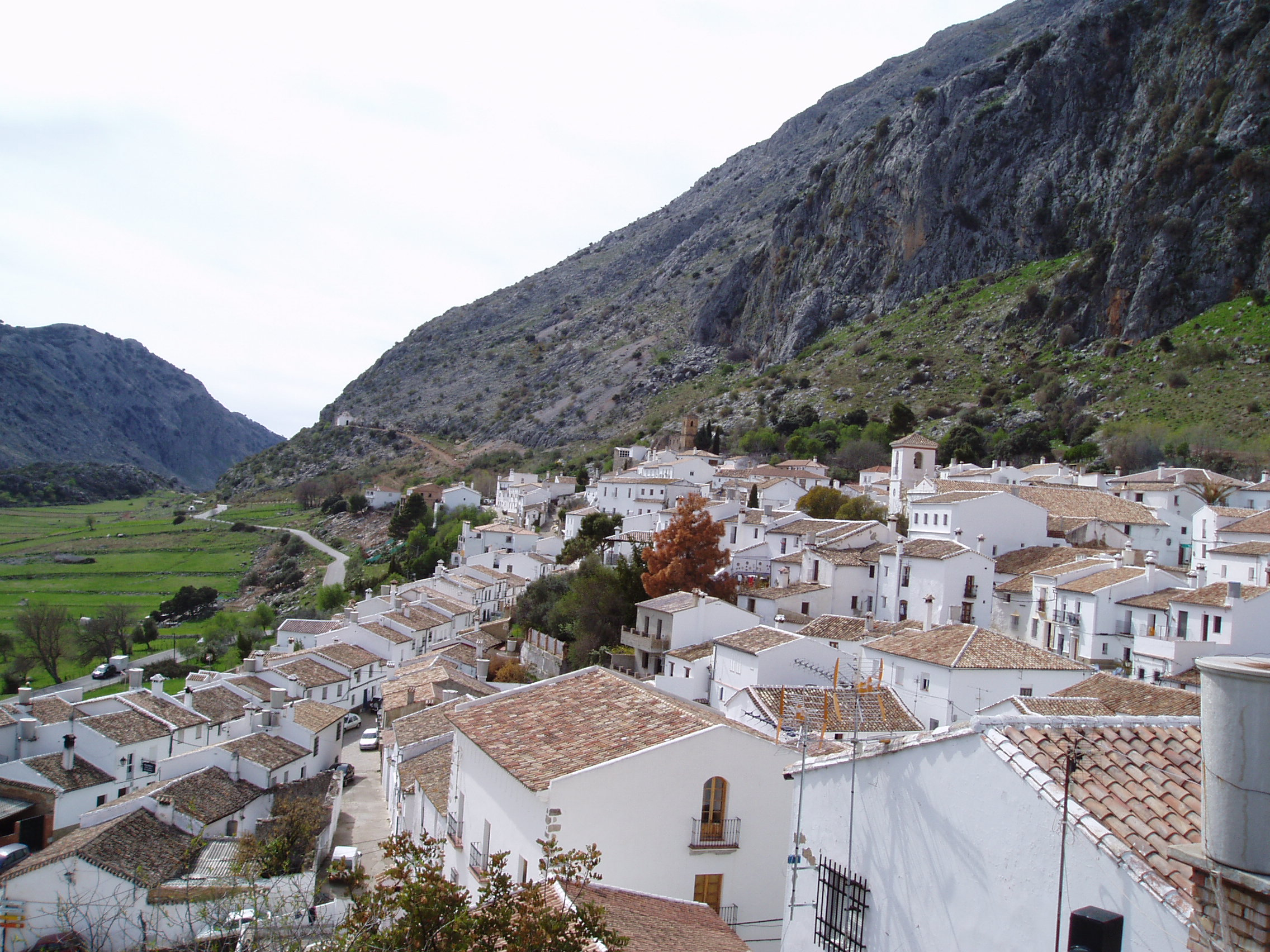
Widok na zabudowę miasta, wokół góry Sierra de Grazalema

Villaluenga del Rosario – niewielka miejscowość w południowej Hiszpanii w Andaluzji w prowincji Kadyks, około 130 km od Kadyksu. Leży na wysokości prawie 900 m n.p.m., a zarazem jest to najwyżej położona miejscowość w całej prowincji. Położona jest w samym centrum gór Sierra de Grazalema i Parku Narodowego Andaluzji. Z Villaluenga del Rosario pochodzą tacy hiszpańscy poeci jak Pedro Pérez Clotet czy Rafael García García.